# Рыбное (Ленинский район)
Ры́бное (до 1963 года На́бережное, до 1948 года Насы́р; укр. Рибне, крымскотат. Nasır, Насыр) — исчезнувшее село в Ленинском районе Республики Крым, располагавшееся на западе района, на Акмонайском перешейке, на правом берегу устья маловодной балки Али-Бай, примерно в 5 км на север от современного села Уварово.

## История
Первое документальное упоминание села встречается в Камеральном Описании Крыма… 1784 года, судя по которому, в последний период Крымского ханства Насыр входил в Арабатский кадылык Кефинского каймаканства. После присоединения Крыма к России (8) 19 апреля 1783 года, (8) 19 февраля 1784 года, именным указом Екатерины II сенату, на территории бывшего Крымского Ханства была образована Таврическая область и деревня была приписана к Левкопольскому, а после ликвидации в 1787 году Левкопольского — к Феодосийскому уезду Таврической области. После Павловских реформ, с 1796 по 1802 год, входила в Акмечетский уезд Новороссийской губернии. По новому административному делению, после создания 8 (20) октября 1802 года Таврической губернии, Насыр был включён в состав Парпачской волости Феодосийского уезда..
По Ведомости о числе селений, названиях оных, в них дворов… состоящих в Феодосийском уезде от 14 октября 1805 года, в деревне Насир числилось 14 дворов и 62 жителя. На военно-топографической карте генерал-майора Мухина 1817 года деревня Насир обозначена также с 14 дворами. После реформы волостного деления 1829 года Насыр, согласно «Ведомости о казённых волостях Таврической губернии 1829 года», отнесли к Агерманской волости (переименованной из Парпачской). На карте 1836 года в деревне 12 дворов. Затем, видимо, в результате эмиграции крымских татар, деревня заметно опустела и на карте 1842 года Насыр обозначен условным знаком «малая деревня» (это означает, что в нём насчитывалось менее 5 дворов).
В 1860-х годах, после земской реформы Александра II, деревню включили в состав Арма-Элинской волости. Согласно «Памятной книжке Таврической губернии за 1867 год», деревня Насырь была покинута жителями в 1860—1864 годах — в результате эмиграции крымских татар, особенно массовой после Крымской войны 1853—1856 годов, в Турцию и заселена частью русскими из разных мест; по «Списку населённых мест Таврической губернии по сведениям 1864 года», составленному по результатам VIII ревизии 1864 года, Насыр — владельческий русский и татарский хутор с 3 дворами и 13 жителями близ морскаго берега. По обследованиям профессора А. Н. Козловского начала 1860-х годов, в селении «все без исключения колодцы с весьма солёною водою, годною лишь для животных. Людьми же в пищу не употребляется». На трёхверстовой карте Шуберта 1865—1876 годов в деревне Насыр обозначено 5 дворов. По «Памятной книге Таврической губернии 1889 года», включившей результаты Х ревизии 1887 года, в деревне Насыр, уже Владиславской волости, числилось 16 дворов и 100 жителей. По «…Памятной книжке Таврической губернии на 1892 год» в деревне Насыр, входившей в Арма-Элинское сельское общество, жителей и домохозяйств не числилось, а в не входившем в сельское общество — 11 безземельных. На верстовой карте Крыма 1896 года в селении обозначено 14 дворов с русским населением.
После земской реформы 1890-х годов деревня осталась в составе преобразованной Владиславской волости. По «…Памятной книжке Таврической губернии на 1902 год» в деревне Насыр, находившейся в частном владении, числилось 57 жителей, домохозяйств не имеющих. По Статистическому справочнику Таврической губернии. Ч.II-я. Статистический очерк, выпуск пятый Феодосийский уезд, 1915 год, в деревне Насыр Владиславской волости Феодосийского уезда числилось 20 дворов (16 дворов с землёй, 4 — безземельные) с русским населением в количестве 179 человек только «посторонних» жителей, из которых 85 мужчин и 94 женщины. Жители владели 1486 десятинами удобной земли. В хозяйствах имелось 120 лошадей, 120 волов, 60 коров и 60 голов овец, свиней, или коз.
После установления в Крыму Советской власти, по постановлению Крымревкома от 8 января 1921 года была упразднена волостная система и село вошло в состав вновь созданного Владиславовского района Феодосийского уезда, а в 1922 году уезды получили название округов. 11 октября 1923 года, согласно постановлению ВЦИК, в административное деление Крымской АССР были внесены изменения, в результате которых округа ликвидировались и Владиславовский район стал самостоятельной административной единицей. Декретом ВЦИК от 4 сентября 1924 года «Об упразднении некоторых районов Автономной Крымской С. С. Р.» в октябре 1924 года район был преобразован в Феодосийский и село включили в его состав. Согласно Списку населённых пунктов Крымской АССР по Всесоюзной переписи 17 декабря 1926 года, в селе Насырь, Ак-Монайского сельсовета Феодосийского района, числилось 29 дворов, из них 28 крестьянских, население составляло 133 человека, из них 117 русских и 16 украинцев. Постановлением ВЦИК «О реорганизации сети районов Крымской АССР» от 30 октября 1930 года (по другим сведениям 15 сентября 1931 года) Феодосийский район упразднили и село включили в состав Ленинского.
Указом Президиума Верховного Совета РСФСР от 18 мая 1948 года Насырь переименовали в Набережное. Время включения в Ильичёвский сельский совет пока не установлено: на 15 июня 1960 года Набережное уже числилось в его составе. В 1963 году Набережное было переименовано в Рыбное (согласно справочнику «Крымская область. Административно-территориальное деление на 1 января 1968 года» — в период с 1954 по 1968 год) — это произошло после упразднения 30 декабря 1962 года Приморского района и в состав Ленинского вошло ещё одно село Набережное. В период с 1 января по 1 июня 1977 года Рыбное было передано в состав Калиновского сельсовета. Исключено из учётных данных в 1984 году.

### Динамика численности населения
| - 1805 год — 62 чел. - 1864 год — 13 чел. - 1889 год — 100 чел. - 1892 год — 11 чел. | - 1902 год — 57 чел. - 1915 год — 0/179 чел. - 1926 год — 133 чел. |